# スプーン一杯の愛情
『スプーン一杯の愛情』（スプーンいっぱいのあいじょう）は、石田拓実による日本の漫画作品。
『ぶ〜け』（集英社）1998年10月号にプロローグ編が掲載された後、同年12月号から1999年6月号まで連載された。単行本全2巻。

## あらすじ
大学生の由美は、合コンの帰り道、同じ大学の山崎が道の真ん中で女とキスしているところを目撃。それ以来、山崎のことが無性に気になり始め、好きになってしまったことに気づく。

## 登場人物
谷口 由美（たにぐち ゆみ）
工学系の大学生。20歳。“運命のハニー”と出会うために日々努力を怠らない。山崎のことを好きになってしまう。
山崎 圭（やまざき けい）
金属工学科。自分のことを好きと言ってくれる人はみんな好き。彼女以外にも関係を持っている女がいるが、悪びれる様子もない。
西田 勝一（にしだ かついち）
由美の高校からの友達。付き合っていた時期もあるが、現在は何でも話せる良い友達。
小田寺（おだでら）
由美の友達。山崎とは高校が同じだった。

## 書誌情報
- 石田拓実 『スプーン一杯の愛情』 集英社 〈マーガレットコミックス〉、全2巻
  1. 1999年6月25日発売[1]、ISBN 4-08-847085-0
  2. 1999年11月25日発売[2]、ISBN 4-08-847150-4
    - ラブ・メルヒェン[注 1]（『ぶ〜け』1998年POP&CASUAL増刊号）